# توماس جي. هيكي
توماس جي. هيكي هو سياسي أمريكي، ولد في 4 يناير 1930 في أوماها في الولايات المتحدة، وتوفي في 19 أكتوبر 2016 في وادي لاس فيغاس في الولايات المتحدة. نشط حزبياً في الحزب الديمقراطي. وقد انتخب عضو المجلس النيابي لولاية نيفادا ‏.